# Khawkinea pertyi
Khawkinea pertyi, secondo una classificazione filogenetica ((Pringsheim & Hovasse) Pringsheim ex D.G.Angler, 2000) è una specie del supergruppo Excavata appartenente alla famiglia Astasiaceae.

## Caratteristiche
Khawkinea pertyi vive esclusivamente in acqua dolce ed è stata scoperta da Pringsheim, E.G. e Hovasse, R. nel 1950, quando fu erroneamente classificata nel genere Astassia, in Gran Bretagna.
Altri ritrovamenti sono avvenuti in Gran Bretagna e Irlanda nel 2011.
L'ultima validazione del flagellato euglenoide incolore Khawkinea pertyi avvenne nel 2000: precedentemente era assegnato al genere Astasia e poi trasferito  a Khawkinea. L'assegnazione a Khawkinea è giustificata dalla presenza di un apparato ocellare. Il riesame di questa specie, con una documentazione accompagnata della sua ultrastruttura, rivela schiaccianti somiglianze con Khawkinea quartana ((Moroff) Jahn et Mc Kibben), soprattutto a livello di struttura fine. Sono attualmente discusse le attuali ipotesi sull'origine evolutiva della specie, dovute probabilmente ad eventi di apoclorosi.

## Classificazioni alternative
Una classificazione ormai obsoleta inserisce questa specie nel genere Astasia, nella famiglia delle Astasiidae, sottordine Rhabdomonadina, ordine Natomonadida, sottoclasse Anisonemia, classe Peranemea, superclasse Spirocuta, infraphylum Dipilida, subphylum Euglenoida, phylum Euglenozoa, sottoregno Eozoa, Regno Protozoa, finché non si è scoperto che tali gruppi sono parafiletici.
Alcuni autori lo classificano nella superclasse Spirocuta, infraphylum Dipilida, subphylum Euglenoida, phylum Euglenozoa, sottoregno Eozoa, Regno Protozoa, anche questa classificazione risulta essere parafiletica.